# 杉浦譲
杉浦 譲（すぎうら ゆずる、天保6年9月25日（1835年11月15日）- 明治10年（1877年）8月22日）は、幕末期の幕臣。明治初期の官僚。通称は愛蔵。幼名は昌太郎。字は子基。雅号は温斎、靄山など。甲斐国山梨郡府中（現在の山梨県甲府市）出身。

## 略歴
代々甲府勤番士を務める家に生まれる。勤番子弟の学問所である徽典館に入り、19歳で助教授となった。文久元年（1862年）に江戸に派遣され、外国奉行支配書物出役となり、後に調役に昇進。文久3年（1863年）に幕府の外交使節の一員としてフランスに派遣され、続いて慶応3年（1867年）にもパリ万国博覧会に派遣され、徳川昭武（清水徳川家当主）の随員として、渋沢栄一らと共に再び渡仏す。同年8月に任務により先行帰国。慶応4年（1868年）1月外国奉行支配組頭となるなど主に外交官僚として活躍した。
明治維新後、新たな徳川宗家当主徳川家達に従い、静岡藩に移住したが、郷純造らの推挙で明治新政府に招集され、民部省改正掛に入る。前島密と共に郵便制度の確立に努め、前島が明治3年（1870年）の海外視察中に行われた郵便制度の開始時には責任者である駅逓権正の任にあり、制度の統一や郵便局の設置、郵便切手の製造などを行う。後に駅逓正に昇進して地理権正も兼ねた。東京日日新聞や富岡製糸場の創設に関与した他、早くから四民平等を唱えて解放令や地租改正の必要性を訴えた。後に組織再編によって大蔵省、太政官正院、内務省に転属し地理局長に就くも、地租改正のため測量に奔走中に肺病で倒れ、満41歳（享年43）で死去した。
東京都台東区谷中霊園乙3号7側に埋葬され墓碑もあったが、現在は撤去され、同霊園内に一括改葬した。
山梨県甲府市太田町の遊亀公園内には、杉浦譲の顕彰碑がある。
明治4年（1871年）に、慶応3年（1867年）の西洋体験、記録類をもとにした『航西日記』を、渋沢栄一と共著で刊行している 。

## 杉浦譲が登場する作品

### テレビドラマ
- 『青天を衝け』（2021年、NHK大河ドラマ、演：志尊淳）